# Список станций метрополитена Хельсинки
Это список станций метрополитена Хельсинки — системы линий метрополитена в столице Финляндии Хельсинки.

## Линии и станции

### Руохолахти — Итякескус
- «Руохолахти» (фин. Ruoholahti, швед. Gräsviken)

открыта 16 августа 1993 года
- «Камппи» (фин. Kamppi, швед. Kampen)

открыта 1 марта 1983 года
- «Раутатиентори» (фин. Rautatientori, швед. Järnvägstorget)

открыта 1 июля 1982 года (работа в час пик), с 3 августа 1982 года работа с утра до ночи
- «Кайсаниеми» (фин. Kaisaniemi, швед. Kajsaniemi)

открыта 1 марта 1995 года
- «Хаканиеми» (фин. Hakaniemi, швед. Hagnäs)

открыта 1 июня 1982 года (работа в час пик), с 3 августа 1982 года работа с утра до ночи
- «Сёрняйнен» (фин. Sörnäinen, швед. Sörnäs)

открыта 1 сентября 1984 года
- «Каласатама» (фин. Kalasatama, швед. Fiskhamnen)

открыта 1 января 2007 года
- «Кулосаари» (фин. Kulosaari, швед. Brändö)

открыта 1 июня 1982 года (работа в час пик), с 3 августа 1982 года, работа с утра до ночи.
- «Херттониеми» (фин. Herttoniemi, швед. Hertonäs)

открыта 1 июня 1982 года (работа в час пик), с 3 августа 1982 года, работа с утра до ночи.
- «Сийлитие» (фин. Siilitie, швед. Igelkottsvägen)

открыта 1 июня 1982 года (работа в час пик), с 3 августа 1982 года, работа с утра до ночи.
- «Итякескус» (фин. Itäkeskus, швед. Östra centrum)

открыта 1 июня 1982 года (работа в час пик), с 3 августа 1982 года, работа с утра до ночи.

### Итякескус — Меллунмяки (северный участок)
- «Итякескус» (фин. Itäkeskus, швед. Östra centrum)

открыта 1 июня 1982 года (работа в час пик), с 3 августа 1982 года работа с утра до ночи
- «Мюллюпуро» (фин. Myllypuro, швед. Kvarnbäcken)

открыта 21 октября 1986 года
- «Контула» (фин. Kontula, швед. Gårdsbacka)

открыта 21 октября 1986 года
- «Меллунмяки» (фин. Mellunmäki, швед. Mellungsbacka)

открыта 1 сентября 1989 года

### Итякескус — Вуосаари (восточный участок)
- «Итякескус» (фин. Itäkeskus, швед. Östra centrum)

открыта 1 июня 1982 года (работа в час пик), с 3 августа 1982 года работа с утра до ночи
- «Пуотила» (фин. Puotila, швед. Botby gård)

открыта 31 августа 1998 года
- «Растила» (фин. Rastila, швед. Rastböle)

открыта 31 августа 1998 года
- «Вуосаари» (фин. Vuosaari, швед. Nordsjö)

открыта 31 августа 1998 года

### Руохолахти — Кивенлахти (западный участок, Länsimetro)
От Руохолахти на запад:
- Западный участок (Länsimetro).«Лауттасаари» (фин. Lauttasaari, швед. Drumsö) открыта 18 ноября 2017
- «Койвусаари» (фин. Koivusaari, швед. Björkholmen) открыта 18 ноября 2017
- «Кейланиеми» (фин. Keilaniemi, швед. Kågeludden) открыта 18 ноября 2017
- «Университет Аалто» (фин. Aalto-yliopisto, швед. Aalto-Universitetet) открыта 18 ноября 2017
- «Тапиола» (фин. Tapiola, швед. Hagalund) открыта 18 ноября 2017
- «Урхейлупуисто» (фин. Urheilupuisto, швед. Indrottsparken) открыта 18 ноября 2017
- «Нииттюкумпу»  (фин. Niittykumpu) (швед. Ängskulla) открыта 18 ноября 2017
- «Матинкюля» (фин. Matinkylä, швед. Mattby) открыта 18 ноября 2017
- Финноо (фин. Finnoo, швед. Finno) открыта 3 декабря 2022
- Каитаа (фин. Kaitaa, швед. Kaitans) открыта 3 декабря 2022 года
- Соукка (фин. Soukka, швед. Sökö) открыта 3 декабря 2022 года
- Эспоонлахти (фин. Espoonlahti, швед. Esboviken) открыта 3 декабря 2022 года
- Кивенлахти (фин. Kivenlahti, швед. Stensvik) открыта 3 декабря 2022 года

## Строящиеся и запланированные станции

### Восточный участок (Itämetro)
Будет проведён от станции Меллунмяки. Начать строительство планируется не раньше 2030 года.
- «Лянсисалми» (фин. Länsisalmi, швед. Västersundom) будет располагаться в городе Вантаа
- «Салленкаллио» (фин. Salmenkallio, швед. Sundsberg)
- «Эстерсундом» (швед. Östersundom)
- «Сакаринмяки» (фин. Sakarinmäki)
- «Майвик» (швед. Majvik) будет располагаться в общине Сипоо